# Zapoljarny
Zapoljarny er en by med 18.500 indbyggere (2005) beliggende omkring 158 kilometer fra Murmansk på Kolahalvøen i Moskva oblast, Rusland. Området, byen ligger på, tilhørte Finland i årene 1920–1944. Byen er grundlagt i 1956 under navnet Zhdanovsk (Жда́новск), men blev i forbindelse med officiel bystatus i 1963 omdøbt til sit nuværende navn.
Omkring 10 km vest for Zapoljarny ligger boringen Kola superdybe borehul som er det dybeste menneskeskabte hul i verden.

## Kuriosum
- På trods af det forholdsvis beskedne antal indbyggere er Zapoljarny den største by i Rusland målt på areal. Byen er således på ikke mindre end 4.620 km², svarende til 249.729 m² per person. Til sammenligning har Moskva kun 1.079 km² til 15 millioner (71 m² per person)[1].